# Liste der Biografien/Mula
Liste der Biografien |
Portal Biografien |
Personensuche
# |
A |
B |
C |
D |
E |
F |
G |
H |
I |
J |
K |
L |
M |
N |
O |
P |
Q |
R |
S |
T |
U |
V |
W |
X |
Y |
Z |
?
 
Ma |
Mb |
Mc |
Md |
Me |
Mf |
Mg |
Mh |
Mi |
Mj |
Mk |
Ml |
Mm |
Mn |
Mo |
Mp |
Mq |
Mr |
Ms |
Mt |
Mu |
Mv |
Mw |
Mx |
My |
Mz
 
Mua |
Mub |
Muc |
Mud |
Mue |
Muf |
Mug |
Muh |
Mui |
Muj |
Muk |
Mul |
Mum |
Mun |
Muo |
Mup |
Muq |
Mur |
Mus |
Mut |
Muu |
Muv |
Muw |
Mux |
Muy |
Muz
 
Mula |
Mulb |
Mulc |
Muld |
Mule |
Mulf |
Mulg |
Mulh |
Muli |
Mulj |
Mulk |
Mull |
Mulm |
Muln |
Mulo |
Mulr |
Muls |
Mult |
Mulu |
Mulv |
Mulw |
Muly |
Mulz
Die Liste der Biografien führt alle Personen auf, die in der deutschsprachigen Wikipedia einen Artikel haben. Dieses ist eine Teilliste mit 46 Einträgen von Personen, deren Namen mit den Buchstaben „Mula“ beginnt.

## Mula
- Mula, Inva (* 1963), albanische Opernsängerin (Sopran)

### Mulab
- Mulabdić, Edhem (1862–1954), bosnischer Schriftsteller

### Mulac
- Mulack, Christa (1943–2021), deutsche Schriftstellerin, feministische Theologin und Patriarchatskritikerin
- Mulack, Gunter (1943–2023), deutscher Diplomat
- Mulack, Oskar (1859–1925), deutscher Politiker (DVP), MdL
- Mulack, Wolfgang (* 1948), deutscher Fußballspieler

### Mulag
- Mulagada, John (1937–2009), indischer Geistlicher, römisch-katholischer Bischof von Eluru
- Mulago, Vincent (1924–2012), kongolesischer Pastoraltheologe

### Mulah
- Mulahalilović, Benjamin (* 1998), bosnischer Fußballspieler

### Mulai
- Mulai Abd al-Hafiz (1876–1937), Sultan der Alawiden in Marokko
- Mulai al-Hassan I. (1836–1894), alawidischer Sultan von Marokko
- Mulai ar-Raschid († 1672), erster Sultan der Alawiden in Marokko
- Mulai Ismail († 1727), alawidischer Sultan in MarokkoMulai Ismail († 1727)

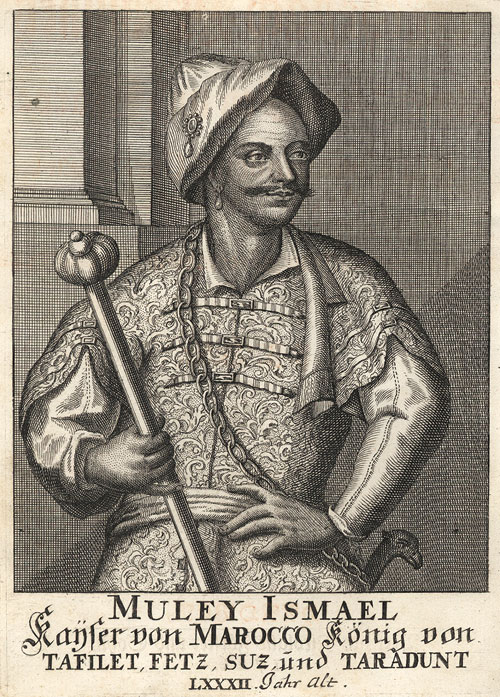
Mulai Ismail († 1727)

### Mulaj
- Mulaj, Arvin (* 2003), deutscher Fußballspieler
- Mulajew, Barasbi Kornejewitsch (1930–2011), sowjetischer Schauspieler

### Mulak
- Mulakkal, Franco (* 1964), indischer Geistlicher, emeritierter römisch-katholischer Bischof von Jalandhar

### Mulal
- Mulalić, Ema (* 1998), bosnische Tennisspielerin
- Mulally, Alan (* 1945), US-amerikanischer Ingenieur und Geschäftsmann

### Mulam
- Mulamba, Dominique (* 2001), kongolesischer Sprinter
- Mulamba, Léonard (1928–1986), kongolesischer Premierminister
- Mulamba, Pierre Ndaye (1948–2019), kongolesischer Fußballspieler
- Mulamula, Liberata (* 1956), tansanische Politikerin

### Mulan
- Mulandu, Edwin (* 1969), sambischer Geistlicher, römisch-katholischer Bischof von Mpika
- Mulaney, John (* 1982), US-amerikanischer Stand-up-Comedian, Schauspieler, Synchronsprecher, Drehbuchautor und FilmproduzentJohn Mulaney (* 1982)

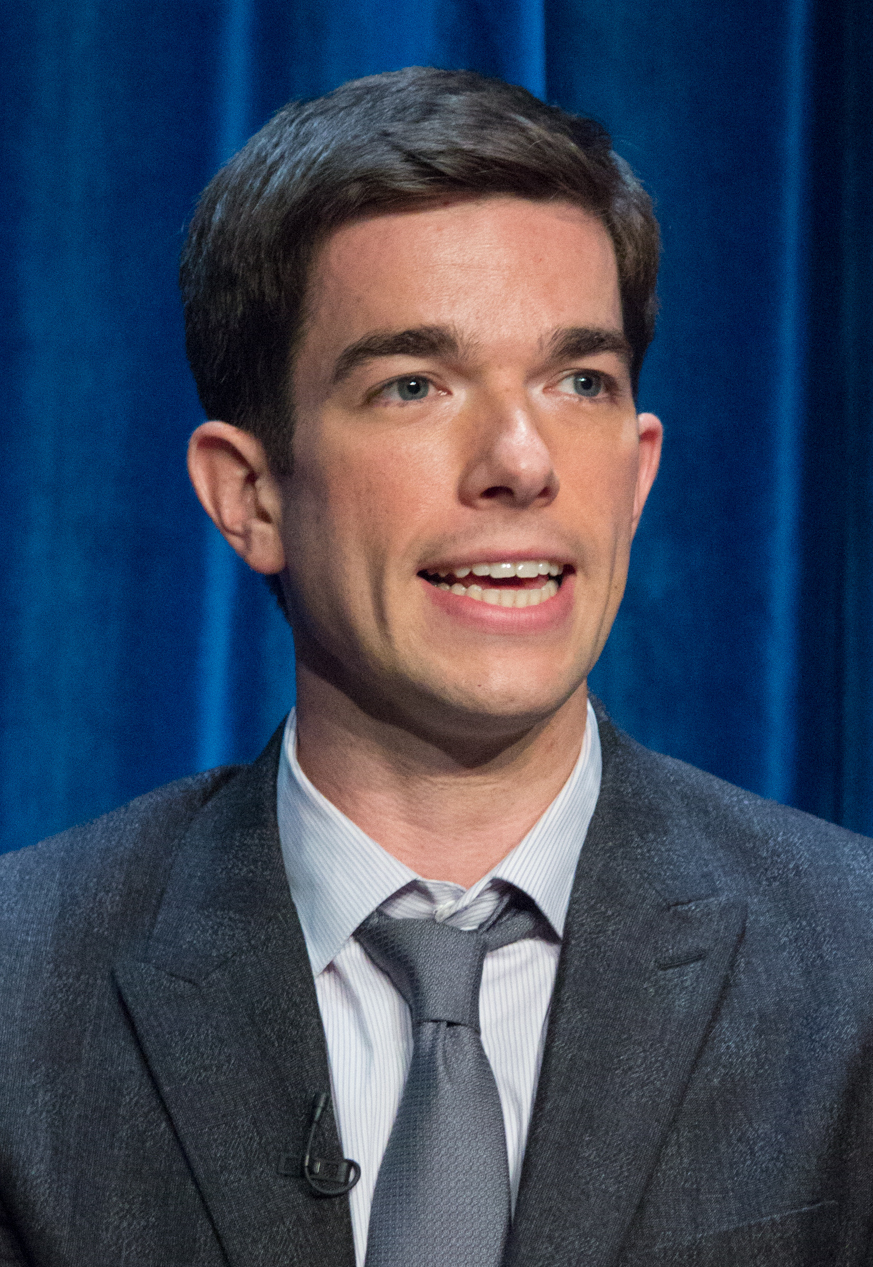
John Mulaney (* 1982)

- Mulánovich, Sofía (* 1983), peruanische Surferin
- Mulansky, Frank (* 1953), deutscher Fußballspieler

### Mulao
- Mulaomerović, Damir (* 1974), kroatischer Basketballspieler und -trainer

### Mular
- Mularczyk, Andrzej (1930–2024), polnischer Schriftsteller, Drehbuch- und Hörspielautor
- Mularczyk, Arkadiusz (* 1971), polnischer Politiker, Mitglied des Sejm, MdEP
- Mularczyk, Monika (* 1980), polnische Fußballschiedsrichterin
- Mulargia, Edoardo (1925–2005), italienischer Filmregisseur und Drehbuchautor
- Mularoni, Antonella (* 1961), san-marinesische Richterin, Rechtswissenschaftlerin und Politikerin
- Mularoni, Diego (* 1979), san-marinesischer Schwimmer
- Mularoni, Marcello (* 1998), san-marinesischer Fußballspieler
- Mularoni, Mariella (* 1962), san-marinesische Politikerin, Capitani Reggenti des Landes
- Mularoni, Pier Marino (* 1962), san-marinesischer Politiker
- Mularoni, Piero Natalino (1948–2011), san-marinesischer Politiker, Staatsoberhaupt von San Marino
- Mulartz, Heinrich (1688–1777), deutscher Arzt und Gründer des Krankenhauses in Győr

### Mulas
- Mulas, Ugo (1928–1973), italienischer Fotograf
- Mulasartsatorn, Ladawan (* 1970), thailändische Badmintonspielerin
- Mulasikwanda, Patricia, Stellvertretender Minister für Sport, Jugend und Kind Entwicklung von Sambia
- Mulassano, Giovanni (* 1985), italienischer Skeleton- und Bobsportler

### Mulat
- Mulatie, Bosena (* 2001), äthiopische Langstreckenläuferin
- Mulatu Teschome, äthiopischer Politiker

### Mulau
- Mulaudzi, Mbulaeni (1980–2014), südafrikanischer Mittelstreckenläufer
- Mulaudzi, Rhoda (* 1989), südafrikanische Fußballspielerin